# Black Seeds of Vengeance
Black Seeds of Vengeance (рус. Черные Семена Мести) — второй студийный альбом американской дэт-метал-группы Nile, выпущенный 5 сентября 2000 года лейблом Relapse Records.

## Об альбоме
«Black Seeds of Vengeance», по оценкам рецензентов, критиков и фанатов получился намного более зрелым, чем его предшественник — композиции стали более продолжительными и техничными. Лирика песен стала ещё более эпической и содержала в себе яркие описание сцен битв и сражений за господство и власть. Для записи альбома характерно использование традиционных восточных инструментов — ситары, гонги, металлических барабанов, что и создавало атмосферу альбома.
Этот альбом стал первым альбомом группы с гитаристом, вокалистом Далласом Толер-Уэйдом, который, начиная с этого альбома, участвовал в записи всех последующих альбомов группы, также это первая и единственная запись с ударником Дереком Родди на этом альбоме.
В комплекте с альбомом шёл обширный буклет, написанный Карлом Сандерсом, в котором давалось обширное объяснение текста каждой песни.

## Список композиций
| №                   | Название                                                                  | Длительность |
| ------------------- | ------------------------------------------------------------------------- | ------------ |
| 1.                  | «Invocation of the Gate of Aat-Ankh-es-en-Amenti»                         | 0:43         |
| 2.                  | «Black Seeds of Vengeance»                                                | 3:36         |
| 3.                  | «Defiling the Gates of Ishtar»                                            | 3:38         |
| 4.                  | «The Black Flame»                                                         | 3:22         |
| 5.                  | «Libation Unto the Shades Who Lurk in the Shadows of the Temple of Anhur» | 1:32         |
| 6.                  | «Masturbating the War God»                                                | 5:41         |
| 7.                  | «Multitude of Foes»                                                       | 2:10         |
| 8.                  | «Chapter for Transforming into a Snake»                                   | 2:26         |
| 9.                  | «Nas Akhu Khan she en Asbiu»                                              | 4:16         |
| 10.                 | «To Dream of Ur»                                                          | 9:07         |
| 11.                 | «The Nameless City of the Accursed»                                       | 2:51         |
| 12.                 | «Khetti Satha Shemsu»                                                     | 3:33         |
| Общая длительность: | Общая длительность:                                                       | 42:49        |

## Участники записи
- Карл Сандерс — вокал, гитара
- Чиф Спайрс — вокал, бас-гитара
- Даллас Толер-Уэйд — вокал, гитара
- Пит Хамура — вокал, ударные (10)
- Дерек Родди — вокал, ударные
- Росс Долан, Дерек Родди, Гари Джонс, Скотт Уильсон, Боб Мур, Боз Портер — приглашенные вокалисты
- Мустафа Абд эль-Азиз — аргул (1)
- Али ат Махэр эль Хелбни — дыхания на «The Nameless City of the Accursed»
- Мохаммед ель Хебнэй — дополнительные песнопения на «Khetti Satha Shemsu»